# 小寺甲子二
小寺 甲子二（こでら きねじ、生年不詳 - 没年不詳）は、日本の教育者、博物学者。

## 経歴
士族として兵庫県に生まれる。1885年7月札幌農学校（北海道大学の前身）（第5期）を卒業した。
1986年札幌農学校の助教授となり、博物学、生理学、物理学、英語、文法を担当した。札幌農学校附属博物館（現・北海道大学総合博物館）の責任者である、博物館主管、博物場主任、博物館掛長を歴任した。1887年には、博物館主管として、利尻島および礼文島に調査に赴いている。同僚の助教授（後に教授）には新渡戸稲造がいた。札幌独立キリスト教会会員であったキリスト教徒であり、新島襄とも交流している。
1901年8月福岡県立中学修猷館館長に就任。1905年9月福岡県立東筑中学校校長、1905年11月長野県立長野中学校校長を歴任。1909年4月長野中学を休職し、同月設立された、京城居留民団立京城中学校の教諭となり、教頭を務めた。